# М — Музей Лёвена
М – Музей Лёвена (нидерл. M – Museum Leuven) или просто М был официально открыт в центре города Лёвен в сентябре 2009 года. Это музей современного и исторического искусства, расположенный недалеко от площади Ладезеплейн (нидерл. Het Mgr. Ladeuzeplein) (Mgr. — Monseigneur (монсеньор)). В этом музее проходили выставки таких художников, как Ангус Фэрхерст (англ. Angus Fairhurst), Сол Левитт (англ. Sol LeWitt), Ро Этридж (англ. Roe Ethridge) и Чарльз Бернс (англ. Charles Burns), а также бельгийских художников, таких как Ильза Д'Холландер (нидерл. Ilse D'Hollander), Ян Веркрюйсс (нидерл. Jan Vercruysse), Антонис ван Дейк и Фрик Вамбак (нидерл. Freek Wambacq). В коллекции музея насчитывается около 46 000 произведений, от картин и скульптур поздней готики до местных картин 16 века. таких художников, Ян Ромбоутс Старший и Хосс ван дер Барен, до картин и скульптур XIX века различных фламандских мастеров, включая Константина Менье, Джефа Ламбо и барона Жоржа Минне.

## История

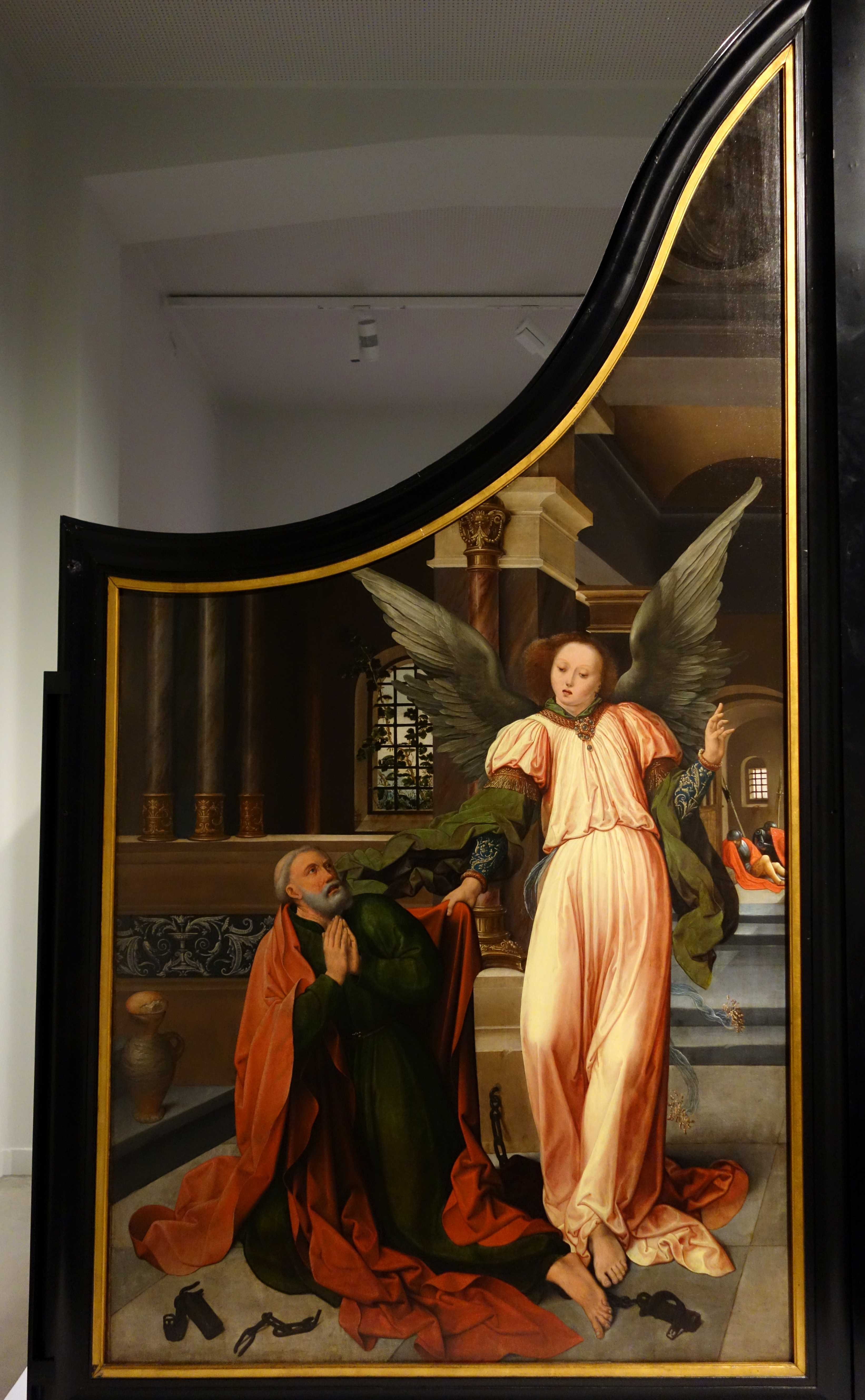
«Освобождение Святого Петра» Яна Ромбоутса Старшего в M

М – Музей Левена продолжает деятельность муниципального музея, начатую в начале 19 века. В 1823 году на втором этаже Левенской ратуши был основан первый музей. Примерно столетие спустя коллекция была перенесена в бывшую частную резиденцию мэра Леопольда Вандера Келена в историческом центре Левена.[2] Сейчас это место является основным выставочным пространством Музея М.  This location is now the principal exhibition space of M Museum.
Перед открытием в 2009 году здание М-музея было отремонтировано по проекту бельгийского архитектора Стефана Беля. Дизайн сочетает в себе исторические особенности и изящную современную архитектуру вокруг красивого внутреннего двора. Общая площадь музея составляет 13 500 квадратных метров.
Помимо выставочного пространства, в здании музея расположены М-кафе, М-магазин, зрительный зал, детская мастерская, внутренний двор и мастерские.
Постоянная коллекция и выставки. Музей М располагает коллекцией произведений искусства, которая является собственностью города Левен. Эта коллекция выросла из того, что изначально было комнатой раритетов 18-го века. Благодаря подаркам коллекция произведений искусства превратилась в полноценную коллекцию, предлагающую обзор художественного производства Левена и Брабанта от средневековья до наших дней. Историческая коллекция М включает в себя картины и предметы периода поздней готики (15 и 16 века), а также коллекцию картин 19 века. Коллекция M включает шедевры Дирка Баутса, Рогира ван дер Вейдена, Константина Менье, Джефа Ламбо и других. M также является платформой для знакомства с современным искусством, поскольку коллекция включает живопись, скульптуру, фотографию, видео, кино и архитектуру. В течение года музей организует множество мероприятий, таких как тематические выставки, семейные воскресенья, детские мастер-классы, экскурсии, лекции, презентации книг и выставочное предложение.